# Sentino
Il Sentino è un affluente del fiume Esino che nasce a 750 m s.l.m. sopra i monti di Gubbio.
La sorgente sgorga dal versante nord-est della Madonna della Cima e inizialmente scorre tra le colline del preappennino eugubino raccogliendo l'afflusso di tanti piccoli torrenti. 
Raggiunto il paese di Scheggia taglia la catena degli appennini creando la Gola del Corno del Catria, localizzata nel settore nord del Parco del Monte Cucco.
Passati gli Appennini il Sentino entra nella regione Marche attraverso una valle costellata di eremi e monasteri tra cui Sant’Emiliano in Congiuntoli, fino ad incontrare la città di Sassoferrato: antica città romana di Sentinum dalla quale prende il nome. 
Proseguendo il suo corso, il fiume incontra il preappennino Fabrianese generando l’imponente gola di Frasassi, famosa per le omonime grotte, la quale il Sentino in passato ha contribuito alla sua genesi.
Superata la Gola di Frasassi, nei pressi di San Vittore Terme, il Sentino conclude il suo viaggio di 42 km incontrando il Fiume Esino del quale diventa il suo principale affluente.
La portata media del Sentino è di circa 3 m³/s.